# Mocsári gólyahír
A mocsári gólyahír (Caltha palustris) a boglárkafélék (Ranunculaceae) családjába sorolt gólyahír (Caltha) nemzetségének egyetlen, Magyarországon is honos faja. Nem védett.
Népi nevei: gólyavirág, kácsavirág, libadöglesztő, békavirág.

## Előfordulása
Európában, így Magyarországon is mindenfelé előfordul, bár nem túl gyakori. Észak-Amerika és Ázsia területein is megtalálható.

## Megjelenése, felépítése
15–60 centiméter magas lágyszárú. Gyökérzete sűrű, bojtos. Rövid, sokfejű gyöktörzséből fejlődik ki az eleinte elfekvő, majd felemelkedő, ritkábban felálló, csöves szára, ami a tövénél többnyire pirosas színezetű, kopasz, a felső részén elágazó.
Egyszerű, illetve enyhén karéjos, sötétzöld levelei fényesek, bőrneműek, kopaszak; vese alakúak, kerekdedek, szélük csipkés vagy hegyes fogas (néha ép), válluk szíves; a száron szórtan állnak: a tőlevelek nyele hosszú, az alsó szárleveleké rövid, a felső szárlevelek ülnek.
5 (ritkán 7) tagú virágai 3–5 centiméter átmérőjűek, de élénksárga, sötétsárga színük miatt ennél nagyobbnak tűnnek. Az egyébként alul zöldes árnyalatú sárga „szirmok” mégsem sziromlevelek – azok ugyanis hiányoznak a virágából –, hanem a szirmok szerepét átvett, 12–18 milliméter hosszúra megnőtt csészelevelek; vagyis a mocsári gólyahír virágtakarója egykörű. A virágon belül számos porzó és termő fejlődik.
Termése összetett: a terméscsoport résztermései a csillag alakban (sugarasan) elrendeződő 5–8 tüszőtermés, bennük a magvak két sorban ülnek. A magtokok karom alakúak.
Számos alfaja, illetve változata ismert – ezeknek főleg levele, illetve virágaik mérete tér el egymástól.

## Életmódja, termőhelye
Nyirkos területeken: mocsarakban, lápréteken, zsombékosokban, fűz- és égerligetekben, nedves, magas talajvíz-állású réteken, patakpartokon él – a Kárpát-medencében mintegy 1000 méter tengerszint feletti magasságig.
Évelő növény, a téli időszak átvészelésében gyöktörzse segíti. Márciustól május végéig virágzik, esetenként később is virít. Gyakran tömegesen fordul elő, így virágzásakor sárgába borul élőhelye. Virágait sok rovar kedveli, mert azok a bőséges virágporon kívül nektárt is kínálnak, pedig hiányoznak a más növényeknél gyakorta mézfejtőket tartalmazó szirmok: a mocsári gólyahír nektárját a magház választja ki.

## Felhasználása
Telt virágú változatát Nyugat-Európában kerti évelőnek és vágott virágnak is termesztik. Kertben a nyirkos, 0–20 centiméter magas vízállású helyre érdemes telepíteni. Miután elvirágzott, levelei is díszítő hatásúak.
Mérgező növény. Minden része - különösen virágzáskor jervint (egy nikotinhoz hasonló alkaloidát), anemonint (szívműködést befolyásoló anyagot), anemonolt, helleborint (irritatív glikozidot), szaponint tartalmaz. Íze keserű, kaparóan csípős, fogyasztásától a tehenek teje is ilyen ízű lesz. Ha a háziállatok megeszik, felfúvódnak, járásuk támolygóvá válik, vizeletük piros, székletük fekete, bűzös és híg lesz.

## Alfajok, változatok
- Caltha palustris subsp. araneosa (Steenis) Meijden
- Caltha palustris subsp. palustris
- Caltha palustris subsp. polypetala
- Caltha palustris subsp. radicans
- Caltha palustris subsp. renifolia (Tolm.) Luferov
- Caltha palustris subsp. sibirica (Regel) Luferov
- Caltha palustris subsp. violacea
- Caltha palustris var. alba (Cambess) Hook.f. & Thomson
- Caltha palustris var. barthei Hance
- Caltha palustris var. enkoso H.Hara
- Caltha palustris var. himalaica Tamura
- Caltha palustris var. himalensis (D.Don) Mukerjee
- Caltha palustris var. membranacea Turcz.
- Caltha palustris var. nipponica H.Hara
- Caltha palustris var. palustris
- Caltha palustris var. pygmaea Makino
- Caltha palustris var. sibirica Regel
- Caltha palustris var. umbrosa Diels

## Képek

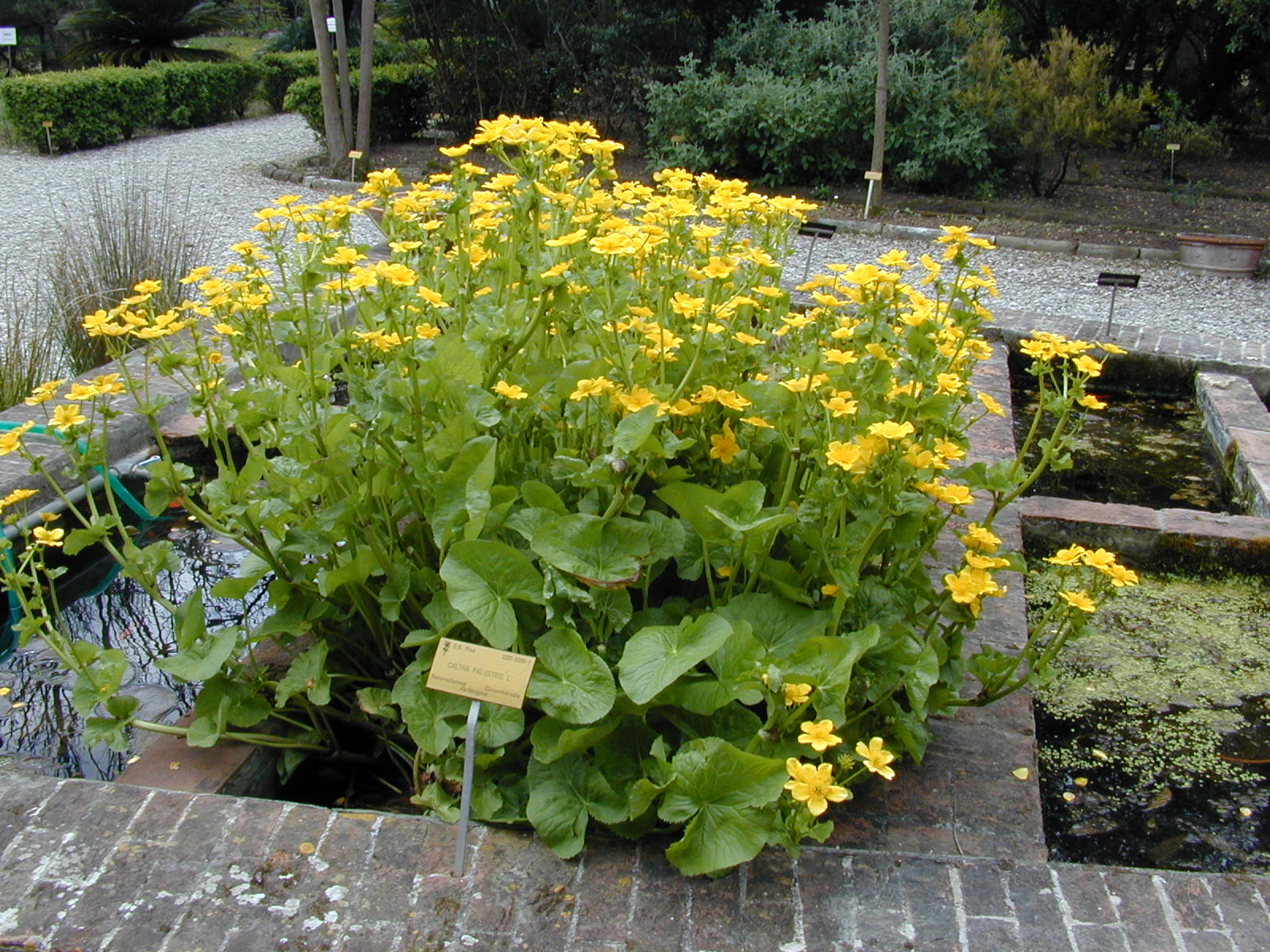
A növény botanikus kertben
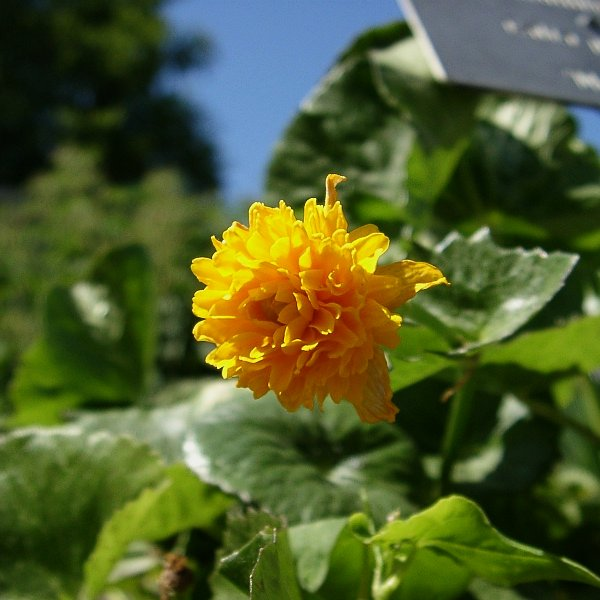
Termesztett változat - Caltha palustris 'Multiplex'
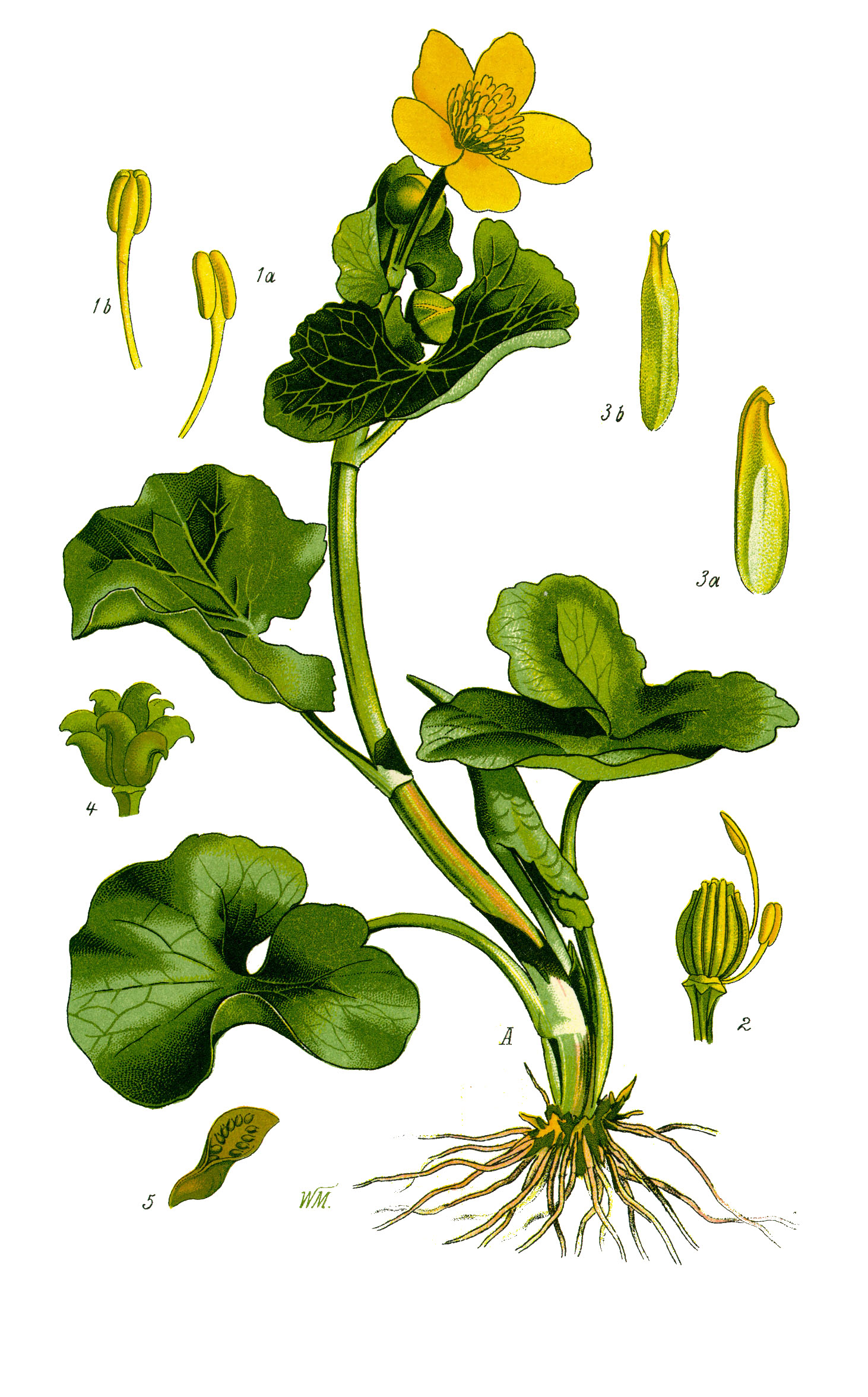
Rajz a növényről